# Occludin

Sơ đồ dải bịt.

Occludin là một enzyme (EC 1.6) oxy hóa NADH . Đây là một protein màng,không thể thiếu  ở tế bào biểu mô, khối lượng 65 kDa, phân bố ở dải bịt. Occludin, claudin và zonula occludens-1 (ZO-1) là thành phần chính tạo dải bịt. Cơ chế hoạt động chính xác của protein này chưa được tìm hiểu đầy đủ, nhưng có nghiên cứu cho rằng protein thay đổi hình dạng trong quá trình xúc tác phosphoryl hóa chọn lọc., và phản ứng dimer hóa nhạy cảm với oxy hóa khử  Tuy nhiên, có bằng chứng đã chứng minh rằng occludin không chỉ xuất hiện trong các tế bào biểu mô/nội mô, mà còn tìm thấy với số lượng lớn trong các tế bào không có dải bịt nhưng có chuyển hóa rất tích cực như: tế bào quanh mạch (pericyte), neuron và tế bào hình sao, tế bào ít nhánh (oligodendrocyte), tế bào tua (dendritic cell), bạch cầu đơn nhân / đại thực bào  tế bào lympho, và cơ tim. Nghiên cứu gần đây sử dụng trên mô hình phân tử, dưới sự giúp đỡ của thí nghiệm sinh hóa và thí nghiệmt ế bào sống tvới đối tượng là tế bào người đã chứng minh rằng occludin là NADH oxyase có ảnh hưởng đến chuyển hóa tế bào như hấp thu glucose, sản xuất ATP và biểu hiện gen. Hơn nữa, sự thay đổi hàm lượng occludin trong tế bào người có khả năng ảnh hưởng đến sự biểu hiện của chất vận chuyển glucose,  và kích hoạt các yếu tố phiên mã như NFkB và histones như sirtuins đã chứng tỏ rằng, tốc độ sao chép của HIV có giảm khi lây nhiễm trong đại thực bào.

## Vị trí gen
Ở người gen OCLN  mã hóa protein này. Gen nằm trên nhánh dài (q) của nhiễm sắc thể 5, ở vị trí q13.1. Các gen chính tắc dài 65.813 cặp base, phần kéo dài có số lương base từ 69,492,292 đến 69,558,104 . Sản phẩm của gen là đoạn protein chưa 522 amino acid.

## Cấu trúc protein
Cấu trúc của occludin có thể chia thành 9 miền, tách thành 2 nhóm. 5 miền được xác định ở nội bào và ngoại bào. 5 miền này được phân tách nhờ 4 miền còn lại nằm ở vùng xuyên màng của protein:
- miền đuôi N (66 aa)
- miền xuyên màng 1 (23 aa)
- vòng ngoại bào 1 (46 aa)
- miền xuyên màng 2 (25 aa)
- vòng nội bào (10 aa)
- miền xuyên màng 3 (25 aa)
- miền ngoại bào 2 (48 aa)
- miền xuyên màng 4 (22 aa)
- miền đuôi C (257 aa)

Bằng thực nghiệm, miền đuôi C có chức năng lắp ráp chính xác cấu trúc dải bịt. Đuôi C cũng tương tác với một số protein tế bào chất và tương tác với các phân tử tín hiệu đảm nhận sự sống của tế bào. Đầu cuối N của occludin đảm nhận chức năng cố địnhdải bịt.

## Chức năng
Occludin là một protein quan trọng trong chức năng của dải bịt. Các nghiên cứu đã chỉ ra rằng ngoài việc tạo nên dải bịt, occludin còn tạo ra tính ổn định của dải bịt, tương ứng với chức năng hàng rào cản trở. Hơn nữa, trên đối tượng chuột thiếu biểu hiện của occludin có hình thái một số biểu mô ổn định, nhưng chuột bị viêm mãn tính và tăng sản ở biểu mô dạ dày, vôi hóa ở não, teo tinh hoàn, mất hạt bào tương trong các tế bào mâm khía (straited cell) và độ dày xương đặc bị giảm đi. Phản ứng kiểu hình của những đối tượng chuột khi cơ thể thiếu occludin cho thấy chức năng của occludin rất phức tạp, cần phải nghiên cứu nhiều hơn.

## Vai trò trong ung thư
Occludin đóng vai trò quan trọng trong việc duy trì các thuộc tính hàng rào cản trở của dải bịt. Do đó, đột biến hay vắng mặt occludin gây hiện tượng tăng rò rỉ biểu mô, tạo điều kiện thuận lượi tế bào ung thư di căn. Vắng mặt occludin hoặc occludin  biểu hiện bất thường được chứng minh là gây ra sự xâm lấn, giảm độ bám dính và giảm đáng kể chức năng dải bịt trong các mô chứa tế bào ung thư vú. Hơn nữa, nghiên cứu ở những bệnh nhân mắc bệnh di căn cho thấy rằng sự thiếu occludin gây mất tính toàn vẹn của dải bịt, tế bào ung thư vú dễ di căn hơn.

## Tương tác
Occludin tương tác với protein dải bịt 2, YES1 và protein dải bịt 1.